# Batman vs. Dracula
The Batman vs. Dracula (bra/prt: Batman vs. Dracula) é um filme animado estadunidense de 2005, do gênero ação, baseado na telessérie The Batman (2004-2008) e nos quadrinhos da DC Comics.
Tem um tom muito mais sombrio do que o programa e apresenta Vicki Vale em sua primeira adaptação animada (originalmente dublado por Tara Strong). O filme foi lançado em DVD em 18 de outubro de 2005 e fez sua estreia na televisão americana no bloco Toonami do Cartoon Network em 22 de outubro de 2005. 

## Sinopse
Coringa e Pinguim fogem do Asilo Arkham e vão atrás de um dinheiro escondido em uma cripta do Cemitério de Gotham. Batman aparece e o Coringa aparentemente morre quando cai num rio e é eletrocutado por um de seus aparelhos eletrônicos. O Pinguim vai sozinho ao cemitério mas encontra no caixão um corpo no lugar do dinheiro. Ele é o Conde Drácula, que hipnotiza o vilão para ser seu escravo e cuidar do caixão dele durante o dia. Várias pessoas começam a desaparecer e a polícia culpa o Batman, quando testemunhas dizem que um morcego gigante era o que estaria levando as vítimas. O herói por sua vez desconfia do Dr. Alucard ("Drácula", escrito ao contrário), um recém-chegado antropólogo europeu que conhecera numa festa da sociedade e que demonstrara interesse pela repórter Vicki Vale. Ao deduzir quem é seu inimigo, Batman inicia a perseguição e terá que enfrentar ainda um exército de mortos-vivos, o Pinguim e um Coringa vampiro, além de resgatar Vicki Vale, raptada pelo Conde Drácula.

## Elenco original
- Rino Romano...Batman/Bruce Wayne
- Peter Stormare...Conde Drácula/Dr Alucard
- Tara Strong...Vicki Vale
- Tom Kenny...Pinguim/Oswald Chesterfield Cobblepot
- Kevin Michael Richardson...Coringa
- Alastair Duncan...Alfred Pennyworth